# Cariamiformes
Cariamiformes este un ordin de păsări, în principal ne-zburătoare⁠(d), care există de peste 50 de milioane de ani. Grupul include familia Cariamidae și familii dispărute precum Phorusrhacidae, Bathornithidae, Idiornithidae și Ameghinornithidae. Membrii existenți sunt cunoscuți doar din America de Sud, dar fosile ale multor taxoni dispăruți se găsesc și pe alte continente, inclusiv în Europa și America de Nord. Deși considerat în mod tradițional un subordin în cadrul Gruiformes, atât studiile morfologice, cât și cele genetice arată că aparține unui grup separat de păsări, Australaves, ai cărui alți membri vii sunt Falconidae, Psittaciformes și Passeriformes.
Cel mai timpuriu membru neechivoc cunoscut al acestui grup este taxonul Paleopsilopterus itaboraiensis de la începutul Eocenului.
Studiile filogenetice moleculare au arătat că Cariamiformes este bazal⁠(d) față de Falconiformes, Psittaciformes și Passeriformes:
|  | Falconiformes (șoimi)                                                                           |
|  |                                                                                                 |
|  | \| \| Psittaciformes (papagali) \| \| \| \| \| \| Passeriformes (păsări cântătoare) \| \| \| \| |
|  |                                                                                                 |
|  | Psittaciformes (papagali)                                                                       |
|  |                                                                                                 |
|  | Passeriformes (păsări cântătoare)                                                               |
|  |                                                                                                 |

|  | Psittaciformes (papagali)         |
|  |                                   |
|  | Passeriformes (păsări cântătoare) |
|  |                                   |

|  | Falconiformes (șoimi)                                                                           |
|  |                                                                                                 |
|  | \| \| Psittaciformes (papagali) \| \| \| \| \| \| Passeriformes (păsări cântătoare) \| \| \| \| |
|  |                                                                                                 |
|  | Psittaciformes (papagali)                                                                       |
|  |                                                                                                 |
|  | Passeriformes (păsări cântătoare)                                                               |
|  |                                                                                                 |

|  | Psittaciformes (papagali)         |
|  |                                   |
|  | Passeriformes (păsări cântătoare) |
|  |                                   |

|  | Falconiformes (șoimi)                                                                           |
|  |                                                                                                 |
|  | \| \| Psittaciformes (papagali) \| \| \| \| \| \| Passeriformes (păsări cântătoare) \| \| \| \| |
|  |                                                                                                 |
|  | Psittaciformes (papagali)                                                                       |
|  |                                                                                                 |
|  | Passeriformes (păsări cântătoare)                                                               |
|  |                                                                                                 |

|  | Psittaciformes (papagali)         |
|  |                                   |
|  | Passeriformes (păsări cântătoare) |
|  |                                   |

|  | Falconiformes (șoimi)                                                                           |
|  |                                                                                                 |
|  | \| \| Psittaciformes (papagali) \| \| \| \| \| \| Passeriformes (păsări cântătoare) \| \| \| \| |
|  |                                                                                                 |
|  | Psittaciformes (papagali)                                                                       |
|  |                                                                                                 |
|  | Passeriformes (păsări cântătoare)                                                               |
|  |                                                                                                 |

|  | Psittaciformes (papagali)         |
|  |                                   |
|  | Passeriformes (păsări cântătoare) |
|  |                                   |